# Васоаја (Арад)
Васоаја (рум. Văsoaia) насеље је у Румунији у округу Арад у општини Кисиндија. Oпштина се налази на надморској висини од 481 m.

## Становништво
Према подацима из 2002. године у насељу је живело 90 становника, од којих су сви румунске националности.